# Boreopteridae
De Boreopteridae zijn groep pterosauriërs behorend tot de Pterodactyloidea.
In 2006 benoemden Lü Junchang e.a. een Boreopteridae om Boreopterus een plaats te geven. De klade werd gedefinieerd als de groep bestaande uit de laatste gemeenschappelijke voorouder van Boreopterus en Feilongus en al zijn afstammelingen. De Boreopteridae zouden bestaan uit de Boreopterinae en de Moganopterinae.
Later onderzoek wees echter uit dat Boreopterus en Feilongus niet nauw verwant waren en de klade, afhankelijk van de precieze positie van die geslachten en de gebruikte terminologie, vermoedelijk samenviel met al eerder benoemde veel ruimere groepen, bijvoorbeeld de Lophocratia. Dat maakt het begrip overbodig.